# Olympische Sommerspiele 2020/Skateboard – Park (Männer)
Der Skateboardwettbewerb der Männer in der Disziplin Park bei den Olympischen Spielen 2020 in Tokio wurde am 5. August 2021 ausgetragen. Erstmals in der olympischen Geschichte wurden in dieser Disziplin Medaillen vergeben. Austragungsort der olympischen Premiere war der Ariake Urban Sports Park.

## Modus
Die 20 Athleten wurden in 4 Halbfinalläufe mit jeweils 5 Athleten eingeteilt. Dabei absolvierte Jeder drei Läufe à 45 Sekunden. Dabei wurde der beste Lauf als Wertung herangezogen. Die besten 8 Athleten qualifizierten sich für das Finale, wo ebenfalls aus drei Läufen, der beste als Resultat geführt wurde.

## Ergebnisse

### Halbfinale
| Rang | Lauf | Athlet             | Nation             | Lauf  | Lauf  | Lauf  | Anm. |
| Rang | Lauf | Athlet             | Nation             | 1     | 2     | 3     | Anm. |
| ---- | ---- | ------------------ | ------------------ | ----- | ----- | ----- | ---- |
| 1    | 3    | Luiz Francisco     | Brasilien          | 81,50 | 84,31 | 12,74 | Q    |
| 2    | 3    | Kieran Woolley     | Australien         | 82,69 | 14,48 | 70,04 | Q    |
| 3    | 2    | Pedro Quintas      | Brasilien          | 59,55 | 6,47  | 79,02 | Q    |
| 4    | 4    | Pedro Barros       | Brasilien          | 73,00 | 77,14 | 18,56 | Q    |
| 5    | 4    | Keegan Palmer      | Australien         | 64,04 | 77,00 | 13,17 | Q    |
| 6    | 3    | Steven Piñeiro     | Puerto Rico        | 64,11 | 68,14 | 76,20 | Q    |
| 7    | 3    | Vincent Matheron   | Frankreich         | 70,04 | 74,07 | 67,96 | Q    |
| 8    | 4    | Cory Juneau        | Vereinigte Staaten | 71,08 | 37,56 | 73,00 | Q    |
| 9    | 2    | Danny León         | Spanien            | 52,40 | 72,24 | 23,35 |      |
| 10   | 2    | Jaime Mateu        | Spanien            | 54,66 | 48,51 | 69,18 |      |
| 11   | 1    | Zion Wright        | Vereinigte Staaten | 67,21 | 53,87 | 8,35  |      |
| 12   | 2    | Alessandro Mazzara | Italien            | 7,78  | 65,25 | 24,58 |      |
| 13   | 1    | Heimana Reynolds   | Vereinigte Staaten | 42,37 | 44,29 | 63,09 |      |
| 14   | 4    | Ayumu Hirano       | Japan              | 58,84 | 62,03 | 38,72 |      |
| 15   | 2    | Tyler Edtmayer     | Deutschland        | 58,33 | 51,61 | 61,78 |      |
| 16   | 1    | Andy Anderson      | Kanada             | 35,57 | 58,50 | 60,78 |      |
| 17   | 4    | Oskar Rozenberg    | Schweden           | 3,83  | 28,20 | 56,66 |      |
| 18   | 1    | Ivan Federico      | Italien            | 5,07  | 46,90 | 5,08  |      |
| 19   | 1    | Rune Glifberg      | Dänemark           | 6,24  | 37,61 | 6,11  |      |
| 20   | 3    | Dallas Oberholzer  | Südafrika          | 21,68 | 24,08 | 18,21 |      |

### Finale
| Rang | Athlet           | Nation             | Lauf  | Lauf  | Lauf  |
| Rang | Athlet           | Nation             | 1     | 2     | 3     |
| ---- | ---------------- | ------------------ | ----- | ----- | ----- |
| 1    | Keegan Palmer    | Australien         | 94,04 | 5,86  | 95,83 |
| 2    | Pedro Barros     | Brasilien          | 86,14 | 73,50 | 22,99 |
| 3    | Cory Juneau      | Vereinigte Staaten | 82,15 | 84,13 | 7,00  |
| 4    | Luiz Francisco   | Brasilien          | 80,24 | 80,62 | 83,14 |
| 5    | Kieran Woolley   | Australien         | 17,03 | 82,04 | 2,17  |
| 6    | Steven Piñeiro   | Puerto Rico        | 5,20  | 75,17 | 74,53 |
| 7    | Vincent Matheron | Frankreich         | 27,81 | 27,41 | 42,33 |
| 8    | Pedro Quintas    | Brasilien          | 4,35  | 35,54 | 38,47 |